# Шишкин, Олег Анатольевич
Олег Анатольевич Шишкин (род. 10 сентября 1963, Москва, РСФСР, СССР) — российский писатель, драматург, сценарист, художественный критик, журналист и телеведущий. Член Союза российских писателей.

## Биография
О. А. Шишкин учился в Театральном институте имени Бориса Щукина. После окончания в 1984 году работал на киностудии «Мосфильм». Затем — в газете «Сегодня», на радиостанции «Эхо Москвы», на «ТВ-6» (сценарист программы «Дрёма»). Печатался в журналах «Огонёк», «Итоги», «Воин», в газетах «Совершенно секретно» и «Оракул». Автор более пятисот статей, посвящённых современному искусству, фотографии, буддизму, ранней истории советской разведки и советским тайным обществам.
С 1987 года печатается как профессиональный литератор. Первая его книга «Шесть рассказов об исчезновении и смертях», сборник мистических историй, вышла в 1989 году.
Широкую известность получила серия статей в газете «Сегодня» в 1994 году о Н. К. Рерихе как агенте Коминтерна и ОГПУ-НКВД. В 1999 году выпустил на эту тему документальное исследование, ставшее бестселлером: «Битва за Гималаи. НКВД: магия и шпионаж», за которую номинировался на премию «Малый букер» (переиздана в 2003 году).
Перу О. А. Шишкина принадлежат книги «Убить Распутина» (2000), «Красный Франкенштейн» (2003), «Распутин: история преступления» (2004), «Сумерки магов. Георгий Гурджиев и другие» (2005). В том же 2005 году вышла книга «Ч/Б», посвящённая фотографии.
Автор сценариев документальных фильмов: «Чарльз Дарвин» (2002), «Дом русской классики» (2003), «Красный Франкенштейн» (по собственной одноимённой документальной книге, 2005), «Таблетка правды. К истории ядов» (2006), пьес («Слоновая болезнь», «Страдания молодых танцоров диско, или тайна семьи Фаберже», «Анна Каренина II»), перфомансов («Domain of blood»), видео-арта («Тайд или отрубание головы»).
В 2007 году О. А. Шишкин участвовал в научной конференции «Оккультизм в России 20 века» в Harriman Institute, где сделал доклад «Начало оккультного и паранормального проекта ОГПУ: декабрь 1924-го — август 1925 года и его отголосок».
В 2009 году выпустил роман «Ведьменыш».
В 2012 году принял участие в реалити-шоу «Полиглот» на телеканале «Культура». Был ведущим программы «Магия кино» на этом же телеканале, совместно с Михаилом Борзенковым.
С 19 июня 2017 года ведёт документальную программу «Загадки человечества» на телеканале «РЕН ТВ».

## Литературное творчество

### «Битва за Гималаи»

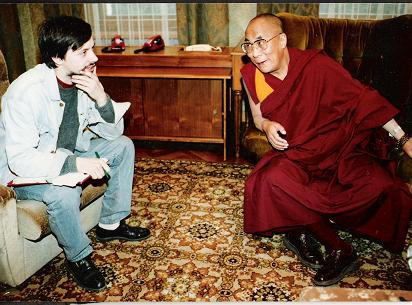
Олег Шишкин с Далай-ламой XIV, 1993 год

В 1999 году Олег Шишкин опубликовал документальную повесть «Битва за Гималаи. Магия и шпионаж» (переиздана в 2003 году), в которой присутствуют более 150 ссылок на документы различных архивов. Книга получила рецензии и в России, и за рубежом, например, в немецком журнале «The Journal of Intelligence History», посвящённом истории разведки.
В «Битве за Гималаи» было введено в оборот множество важных архивных документов и сведений, сохранённых ближайшими родственниками героев книги, в том числе сыном и внуком «оккультиста страны советов» А. В. Барченко.
Результаты исследований Олега Шишкина об интересе большевиков к Тибету, об ОГПУ и оккультизме цитируются не только в книгах российских учёных, но и в зарубежных исследованиях по истории Тибета. На основе «Битвы за Гималаи» был написан целый ряд статей в СМИ и книг, а также сняты передачи и документальные фильмы, показанные по телеканалам «Культура» и «НТВ».
Статьи Олега Шишкина о Николае Рерихе и его книга «Битва за Гималаи» подверглись критике от представителей и сторонников различных рериховских организаций, которые не считают корректной его версию о связи Рериха с ОГПУ. Так, заведующий отделом наследия Рерихов Музея Востока Владимир Росов в своей докторской диссертации отнёс книгу Шишкина к «историко-мистическим» романам и повестям, искажающим представления об экспедициях Н. К. Рериха, и утверждал, что данная версия не только не подтверждается научными исследованиями, но и отрицается официальными представителями Службы внешней разведки. Однако критиками Росова отмечается близость некоторых положений в публикациях Шишкина и Росова, в частности, вовлечённость Н. К. Рериха в политические процессы Центральной Азии и контакты Рериха и его окружения с представителями ОГПУ.
Доктор исторических наук В. С. Брачев широко обращается к «Битве за Гималаи» как источнику в своих книгах и считает, что в ряде случаев версия Олега Шишкина о деятельности Рериха во время Центрально-Азиатской экспедиции является более правдоподобной, нежели версия, высказываемая современными последователями Николая Рериха, а индолог А. Н. Сенкевич считает доказанной Шишкиным версию о том, что Николай Рерих был разведчиком.
Сам Олег Шишкин по поводу своего исследования сотрудничества Рериха со спецслужбами говорил, что его, в первую очередь, интересовал нравственный аспект, где «было далеко от светлого образа», а Рерих предстал как «Филипп Киркоров эзотерики».

### «Убить Распутина»
В книгах Олега Шишкина «Убить Распутина» (2000) и «Распутин. История преступления» (2004) им представлен особый взгляд на «Гришку», который представлен орудием иностранных спецслужб, стремившихся учинить в России государственный переворот. В качестве приложения в книге «Убить Распутина» были приведены уникальные архивные документы, воспоминания бывшего директора Департамента полиции С. П. Белецкого, написанные им в тюремной камере Петропавловской крепости, записки бывшего иеромонаха Илиодора. Книга «Распутин. История преступления» цитируется в научных журналах.
Исследователи А. П. Коцюбинский и Д. А. Коцюбинский, которые критически оценивают практически все мемуары и работы о Распутине, также критически относятся и к конспирологической концепции убийства Распутина, предложенной Олегом Шишкиным. Автор статей о Распутине А. Потапов считает, что протокол вскрытия трупа Г. Распутина, который приводит Шишкин в книге «Распутин. История преступления», ссылаясь на иностранного автора, является, по его мнению, «фальшивкой».
В рецензии на книгу «Убить Распутина», опубликованной в «Литературной газете», описан метод работы Олега Шишкина, как сочетание «серьёзных архивных исследований, буйной фантазии и абсолютной уверенности в том (или знании того?), что течение человеческой истории управляется или хотя бы подправляется действиями всякого рода тайных сил».

### «Биография Воланда»
Книга О.А. Шишкина «Биография Воланда» (2019) – расследование судьбы героев романа «Мастера и Маргариты» М. А. Булгакова, автор собрал существующие факты и теории, связанные с персонажами, местами действия и сюжетом романа, а также выдвинул несколько оригинальных гипотез.

### «Рерих. Подлинная история русского Индианы Джонса»
В феврале 2022 года издательством «АСТ» опубликована книга Олега Шишкина «Рерих. Подлинная история русского Индианы Джонса». Фундаментальное исследование, посвящённое просветительской, экспедиционной и разведывательной деятельности Николая Рериха и его окружения. Повествование в книге разворачивается в жанре документального детектива.
Как отмечает в рецензии С. Хатунцев, "эта работа была и есть делом жизни Олега Шишкина".